# Koishite! Runa Kiss
Pour les articles homonymes, voir Runa.
 (octobre 2016).
Si vous disposez d'ouvrages ou d'articles de référence ou si vous connaissez des sites web de qualité traitant du thème abordé ici, merci de compléter l'article en donnant les références utiles à sa vérifiabilité et en les liant à la section « Notes et références ».
Koishite! Runa KISS (恋して！るなＫＩＳＳ) est un shōjo manga créé par An Nakahara, publié depuis 2014 dans le magazine Ciao par l'éditeur Shōgakukan. À ce jour en 2016, quatre volumes sont parus.

## Synopsis
Runa est une jeune fille de 14 ans qui rêve d'un amour normal et idéal comme ses parents. Cependant, Runa n'est pas une fille normale : c'est un demi vampire. Sa seule chance de devenir humaine, c'est qu'elle se marie avec la personne avec qui elle a eu son premier baiser. Cependant, elle l'a eu par accident avec Taiga, un garçon antipathique qu'elle n'apprécie pas et qui est en plus de ça le frère jumeau de Haruka, le garçon qu'elle aime…

## Personnages

### Personnages principaux
Runa Amano (天野るな, Amano Runa)
Runa est une jeune fille de 14 ans en deuxième année de collège. C'est également un demi vampire du côté de sa mère. Malgré sa force et son sens de la justice, c'est une fille romantique qui rêve du grand amour. Son vœu le plus cher est de devenir humaine comme l'a fait sa mère avant elle. Pour cela, elle doit se marier avec la personne avec qui elle a eu son premier baiser. Elle tombe amoureuse de Haruka et pense que ce sera lui le garçon qui lui est destiné et qui fera d'elle une humaine. Finalement, elle a eu deux premiers baisers en l'espace de 24h : le premier avec Taiga et le second avec Haruka avec qui elle s'est mise en couple.
Elle possède trois capacités de vampire :
- Flotter avec des ailes de chauve-souris
- Émettre des phéromones lorsqu'elle a faim, mettant les garçons sous son charme
- Pouvoir de guérison, qui permet de guérir les blessures et les maladies en mordant une personne. Le pouvoir aura plus d'effet si la personne mordue est chère à son cœur. La troisième capacité diffère selon les vampires et le pouvoir de guérison est un pouvoir rare.

Taiga Kisaragi (如月大河, Kisaragi Taiga)
Taiga est le frère jumeau de Haruka et est nouveau dans la classe de Runa. Au premier abord, c'est un garçon méchant qui dit toujours du mal pour que les gens ne s'approchent pas de lui mais il est en réalité gentil et attentionné. Il est très aimé par les chiens et il en nourrit un qui vient souvent le voir au collège, un petit chien que Runa a surnommé Komainu. Il aime que ce soit propre et sait cuisiner.
Il possède un secret qui fait qu'il n'a pas le droit de tomber amoureux. Il a également une force surhumaine et ses yeux habituellement bleus deviennent parfois dorés. Il va tomber petit à petit amoureux de Runa.
Haruka Kisaragi (如月遥, Kisaragi Haruka)
Haruka est le frère jumeau de Taiga et est nouveau dans la classe de Runa. C'est un garçon à l'allure de prince, ce qui le rend rapidement très populaire auprès des filles. Cependant, il fait plus peur que son frère lorsqu'il perd son sang-froid. Il ne supporte pas qu'on dise qu'il a un visage efféminé. Il est également super possessif envers Runa depuis qu'il est en couple avec elle car il a peur de la perdre, principalement en faveur de Taiga. Cela est surtout dû à une sorte de traumatisme qu'il a depuis petit où sa mère ne s'est inquiété que de son frère lorsqu'ils ont tous les deux faillis se faire renverser par une voiture.
Haruka aime énormément les champignons et pas seulement à manger. Sa chambre est remplie d'objets champignons. Il est également fan de manga shojo et particulièrement du mangaka Maririn Momoyume qui est en fait le nom de plume du père de Runa qui a dessiné Kirarin☆Kakumei (Kirarin Revolution), un manga qu'il adore.

### Personnages secondaires
Kômori de Komori III (コーモリ・ド・コモリ３世, Kômori do Komori sansei)
Appelé plus souvent Komori-sensei, c'est une petite chauve-souris bleue qui parle. C'est également le gardien de Runa. Son âge est un mystère, en plus de s'être occupé de Runa depuis bébé, il s'est également occupée de sa mère et de sa grand-mère. Il a également un passé trouble : il parle plusieurs langues et a été espion en Amérique. Il prend des notes sur tout.
Il aime les mangas et adore tout ce qui est au curry.
Neneko (寧々子, Neneko)
Neneko est la cousine et amie d'enfance de Taiga et Haruka, elle apparaît au tome 3. Elle est la fiancée de Taiga. Au début, elle fait tout pour éloigner Runa de Taiga mais finit par être amie avec elle. Haruka semble ne pas beaucoup l'apprécier.
Lala Amano (天野ララ, Amano Rara)
Lala est la mère de Runa. C'était un vampire avant de rencontrer et de se mariée avec le père de Runa. Ils flirtent et sont encore amoureux comme au premier jour. Elle donne beaucoup de conseils à Runa sur l'amour pour l'aider à devenir humaine. C'est une excellente cuisinière avec une apparence très féminine mais c'était une délinquante lorsqu'elle était jeune.
Komainu (こまいぬ, Komainu)
Komainu est le surnom qu'à donné Runa au chien qui vient souvent rendre visite à Taiga au collège. Ce nom vient de 困った顔の犬 (Komatta kao no inu), qui veut globalement dire "Chien au visage inquiet", dû à l'air inquiet qu'il porte constamment sur son visage. Taiga le nourrit à chaque fois qu'il vient et pense qu'il n'a personne d'autre pour le nourrir, mais c'est en fait un chien dont la propriétaire est une personne riche. C'est notamment grâce à sa présence que Runa et Taiga se sont rapprochés.

## Manga
| no | Japonais         | Japonais          |
| no | Date de sortie   | ISBN              |
| -- | ---------------- | ----------------- |
| 1  | 25 décembre 2014 | 978-4-09-136700-6 |
| 2  | 1er avril 2015   | 978-4-09-137269-7 |
| 3  | 1er octobre 2015 | 978-4-09-137883-5 |
| 4  | 27 avril 2016    | 978-4-09-138327-3 |

### Shogakukan
1. 1 2  Tome 1
2. 1 2  Tome 2
3. 1 2  Tome 3
4. 1 2  Tome 4